# Sãotoméglasögonfågel
Sãotoméglasögonfågel (Zosterops feae) är en fågel i familjen glasögonfåglar inom ordningen tättingar.

## Utseende och läte
Sãotoméglasögonfågeln är en liten och aktiv sångarlik fågel. Den är mestadels matt olivgrön och grå, med gulaktig strupe och en vit ögonring. Bland lätena hörs torra drillar med vissa melodiska toner inblandade. 

## Utbredning och systematik
Fågeln återfinns på ön São Tomé. Tidigare betraktades den som en underart till príncipeglasögonfågel (Z. ficedulinus). 

## Levnadssätt
Sãotoméglasögonfågeln är en rätt vanlig fågel i både ursprunglig och uppväxande skog, men även öppnare områden med fristående träd, vanligast på mellan 400 och 1600 meters höjd. Den ses i små grupper, ofta som en del av kringvandrande artblande flockar. 

## Status
Sãotoméglasögonfågeln har ett litet utbredningsområde där habitatdegradering pågår. Beståndet uppskattas till mellan 2 500 och 10 000 vuxna individer. IUCN kategoriserar den som nära hotad.

## Namn
Fågelns vetenskapliga artnamn hedrar Leonardo Fea (1852-1903), italiensk upptäcktsresande och naturforskare.